# Édifice de l'Amirauté
L’édifice de l'Amirauté (Admiralty House, Maritime Command Museum), situé à Halifax en Nouvelle-Écosse, héberge un musée de la marine royale du Canada.
Le bâtiment a été construit entre 1815 et 1819. Le musée a été ouvert en 1974. Il collecte, préserve et expose des  œuvres et différents objets relatifs à l'histoire de la marine canadienne. Il a été classé édifice fédéral du patrimoine en 1984.